# Cyornis
Cyornis là một chi chim trong họ Muscicapidae.

## Các loài
Chi này chứa các loài như sau:
- Cyornis banyumas: Đớp ruồi họng hung[3]. Phân bố: Từ tây nam Trung Quốc và bắc Myanmar tới Đông Nam Á tới Borneo.
- Cyornis brunneatus: Đớp ruồi rừng rậm ngực nâu. Phân bố: Đông nam Trung Quốc.
- Cyornis caerulatus: Đớp ruồi lam Sunda. Phân bố: Sumatra, Borneo.
- Cyornis colonus: Đớp ruồi rừng rậm đuôi nâu đỏ. Phân bố: Đông Sulawesi.
- Cyornis concretus: Đớp ruồi cằm trắng, đớp ruồi đuôi trắng[3]. Phân bố: Từ đông bắc Ấn Độ tới Borneo. Vị trí phân loại của loài này chưa được giải quyết rõ ràng.[4]
- Cyornis djampeanus: Đớp ruồi lam Tanahjampea. Đôi khi được coi là phân loài của Cyornis rufigastra[5]. Phân bố: Các đảo trên biển Flores.
- Cyornis hainanus: Đớp ruồi Hải Nam[3]. Phân bố từ Myanmar tới miền nam Trung Quốc và Thái Lan.
- Cyornis herioti: Đớp ruồi lam ngực lam. Phân bố: Philippines.
- Cyornis hoevelli: Đớp ruồi lam ngực lam. Phân bố: Sulawesi.
- Cyornis hyacinthinus: Đớp ruồi lam Timor. Phân bố: Quần đảo Sunda Nhỏ.
- Cyornis glaucicomans: Đớp ruồi lam Trung Hoa. Đôi khi được coi là phân loài của Cyornis rubeculoides[6]. Phân bố: Nam và đông nam Trung Quốc.
- Cyornis lemprieri: Đớp ruồi lam Palawan. Phân bố: Philippines.
- Cyornis magnirostris: Đớp ruồi lam lớn. Phân bố: Đông Himalaya. Tách ra từ C. banyumas.
- Cyornis nicobaricus: Đớp ruồi rừng rậm Nicobar. Phân bố: Nam quần đảo Nicobar.
- Cyornis olivaceus: Đớp ruồi rừng rậm ngực hung. Phân bố: Bán đảo Mã Lai, Java, Sumatra, Borneo.
- Cyornis omissus: Đớp ruồi lam Sulawesi. Phân bố: Sulawesi.
- Cyornis oscillans: Đớp ruồi rừng rậm lưng nâu đỏ. Phân bố: Quần đảo Sunda Nhỏ.
- Cyornis pallipes: Đớp ruồi lam bụng trắng. Phân bố: Tây nam Ấn Độ.
- Cyornis poliogenys: Đớp ruồi lam cằm nhạt. Phân bố: Từ Himalaya tới nam Myanmar, đông trung Ấn Độ.
- Cyornis rubeculoides: Đớp ruồi cằm xanh[3]. Phân bố: Từ Himalaya tới Đông Dương. Phân loài C. rubeculoides klossi có thể là phân loài của C. hainanus.
- Cyornis ruckii: Đớp ruồi lam Rück. Phân bố: Sumatra.
- Cyornis ruficauda: Đớp ruồi rừng rậm đuôi hung. Phân bố: Từ Borneo tới Philippines.
- Cyornis rufigastra: Đớp ruồi lam rừng ngập mặn. Phân bố: Từ bán đảo Mã Lai tới Philippines.
- Cyornis sanfordi: Đớp ruồi lam Matinan. Phân bố: Sulawesi.
- Cyornis superbus: Đớp ruồi lam Borneo. Phân bố: Borneo.
- Cyornis tickelliae: Đớp ruồi họng vàng, đớp ruồi Tickell[3]. Phân bố: Rộng khắp từ Ấn Độ, Sri Lanka tới Đông Nam Á, không có ở Phillipines.
- Cyornis turcosus: Đớp ruồi lam Malaysia. Phân bố: Bán đảo Mã Lai, Sumatra, Borneo.
- Cyornis umbratilis: Đớp ruồi rừng rậm ngực xám. Phân bố: Bán đảo Mã Lai, Sumatra, Borneo.
- Cyornis unicolor: Đớp ruồi xanh nhạt[3]. Phân bố: Từ Himalaya qua Đông Dương tới Java và Borneo.

Bảy loài đớp ruồi "rừng rậm" trước đây đặt trong chi Rhinomyias, nhưng gần đây được chuyển sang chi Cyornis theo kết quả nghiên cứu phân tích phát sinh chủng loài phân tử công bố năm 2010. Một loài (R. additus) chuyển sang chi Eumyias cùng phân họ trong khi các loài "đớp ruồi rừng rậm" khác của Rhinomyias hiện nay xếp trong chi Vauriella của phân họ Saxicolinae.

## Hình ảnh

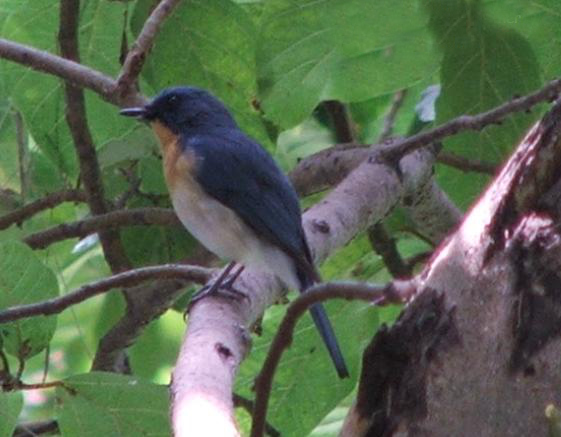
Đớp ruồi Tickell
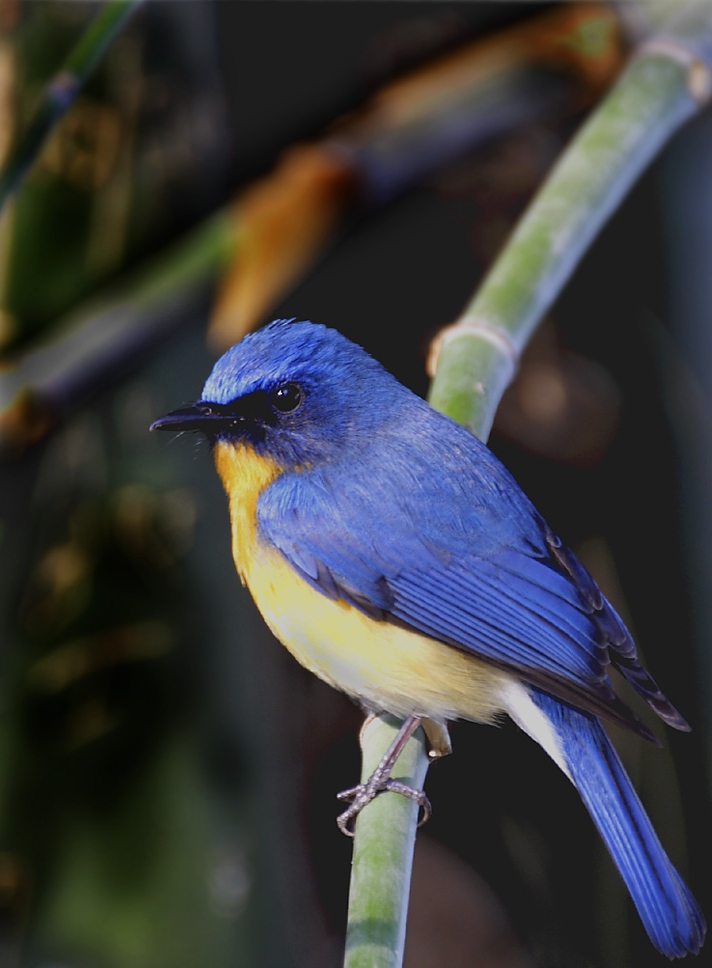
Đớp ruồi Tickell